# Wioleta Haręźlak
Wioleta Elżbieta Haręźlak z domu Łabędzka (ur. 13 lipca 1963 w Zielonej Górze) – polska nauczycielka i samorządowiec, od 2006 do 2019 wiceprezydent Zielonej Góry, od 2018 do 2021 przewodnicząca sejmiku lubuskiego.

## Życiorys
Ukończyła studia z wychowania początkowego w Wyższej Szkole Pedagogicznej im. Tadeusza Kotarbińskiego w Zielonej Górze. Kształciła się także podyplomowo w zakresie wychowania fizycznego na Uniwersytecie Zielonogórskim, a także w zakresie zarządzania i organizacji oświaty oraz informatyki na Katolickim Uniwersytecie Lubelskim. Odbyła kursy kwalifikacyjne z oligofrenopedagogiki i nadzoru oświatowego. Od 1984 pracowała jako nauczycielka nauczania początkowego w Szkole Podstawowej nr 23 w Zielonej Górze, gdzie od 1991 do 1995 sprawowała funkcję dyrektora. W 1997 została dyrektorem w Zespole Edukacyjnym w Zielonej Górze. Działała także społecznie jako prezes stowarzyszenia „Nasz Chynów” i Uczniowskiego Klubu Sportowego Chynów oraz współzałożycielka Klubu TKKF „Chynowianka”. Była długoletnią komendantką obozu PCK w Sławie.
W 2006 objęła funkcję zastępcy prezydenta Zielonej Góry do spraw społecznych, nie należąc do partii politycznej. W wyborach samorządowych w 2010 zdobyła mandat radnej miejskiej Zielonej Góry z listy Sojuszu Lewicy Demokratycznej. W 2014 bezskutecznie kandydowała na radną sejmiku lubuskiego z ramienia Platformy Obywatelskiej.
W wyborach samorządowych w 2018 uzyskała mandat radnej sejmiku, kandydując z listy Bezpartyjnych Samorządowców. 22 listopada została jednogłośnie wybrana przewodniczącą tego gremium po uprzednim przejściu do klubu radnych Polskiego Stronnictwa Ludowego. Zrezygnowała z funkcji wiceprezydenta miasta, kończąc urzędowanie w styczniu 2019. W tym samym roku była kandydatką tego ugrupowania do Sejmu w okręgu lubuskim. W czerwcu 2020 odeszła z klubu PSL w sejmiku, współtworząc z radnymi rekomendowanymi przez Nowoczesną klub Samorządowe Lubuskie. 17 maja 2021 radni odwołali ją z funkcji przewodniczącej sejmiku.

## Odznaczenia
W 2013 odznaczona Brązową Odznaką „Zasłużony dla Ochrony Przeciwpożarowej”.